# The Need for Speed
The Need for Speed – gra wydana na komputery PC (1995) oraz konsole Sony PlayStation (1996), Segę Saturn (1996) i 3DO Interactive Multiplayer (1994) przez kanadyjski oddział Electronic Arts. Po sukcesie tej części autorzy wydali kontynuację Need for Speed II.
Była to pierwsza edycja serii gier samochodowych z elementami zręcznościowymi pod tytułem Need for Speed.

## Rozgrywka
Graczom zostało oddane do dyspozycji osiem samochodów: Acura NSX, Chevrolet Corvette ZR-1, Dodge Viper RT/10, Ferrari F 512TR, Lamborghini Diablo, Mazda RX-7, Porsche 911 i Toyota Supra Turbo oraz siedem tras z możliwością wybrania pory dnia wyścigu. Ponadto można się ścigać, korzystając z jednego z czterech trybów gry:
- Head to head – wyścig jeden na jednego. Tylko w tym trybie na trasach otwartych pojawia się ruch uliczny i policja.
- Single race – wyścig z siedmioma przeciwnikami na wybranej trasie.
- Tournament – tryb podobny do Single Race, jednak tutaj gracz dostaje punkty za miejsce w wyścigu. O miejscu w turnieju decyduje suma uzyskanych punktów. Wyścigi na poszczególnych trasach można rozgrywać w dowolnej kolejności. Jeśli gracz zdobędzie pierwsze miejsce, odblokuje dodatkową trasę (Lost Vegas), a gdy dokona tego ponownie, otrzymuje także samochód (fikcyjny Warrior PTO E/2).
- Time trial – próba czasowa. Należy jak najszybciej pokonać daną trasę.

## Wydanie

### Edycja specjalna
W roku 1996 wydano edycję specjalną gry – The Need For Speed Special Edition, w której dodano dwie nowe trasy, możliwość wyboru pory dnia, w której toczy się wyścig i lustrzane odbicia tras. Dodatkowo dodano możliwość gry sieciowej.

## Odbiór
Gra została dobrze przyjęta, IGN oceniło grę na 7/10 natomiast średnia ocen według GameRankings dla wersji PC to 83%. IGN w swojej recenzji zaznacza, że głównym walorem gry jest jej grafika, niemniej zwracając uwagę na mniejsze poczucie prędkości jak chociażby w Ridge Racerze.